# Oliver Elliot
Oliver Eduardo Elliot Bañados (Viña del Mar, 19 de junio de 1987) es un nadador chileno de pruebas de velocidad. Elliot ha batido 38 récords nacionales en las pruebas de 100 m combinado, 100 m espalda, 100 m pecho, 50 m libres, 50 m espalda y 50 m mariposa.
Récord nacional actual 50m libres 22:75, 50m mariposa 24:66, 50m espalda 26:20, 100m(25m) libres 49:60, 50m(25m) libres 22:25, 50m(25m) mariposa 24:01 50m(25m) espalda 25:50.

## Trayectoria
Elliot fue invitado a los Juegos Olímpicos de Atenas 2004 por el Comité Olímpico Internacional por sus futuras proyecciones.
Tiempo después, logra marca para los Juegos Olímpicos de Pekín 2008 donde se ubicó en la posición 41.° entre 97 nadadores en los 50 m libre.
Elliot participó en el Campeonato Mundial de Natación de 2009, 2011 y 2013; y en el Campeonato Mundial de Natación en Piscina Corta de 2014 realizado en Doha, Catar.
Además ha participado ocho veces en el Campeonato Sudamericano de Natación y en los Juegos Panamericanos de 2007 y 2011.